# Friedrich Weber (Mediziner)

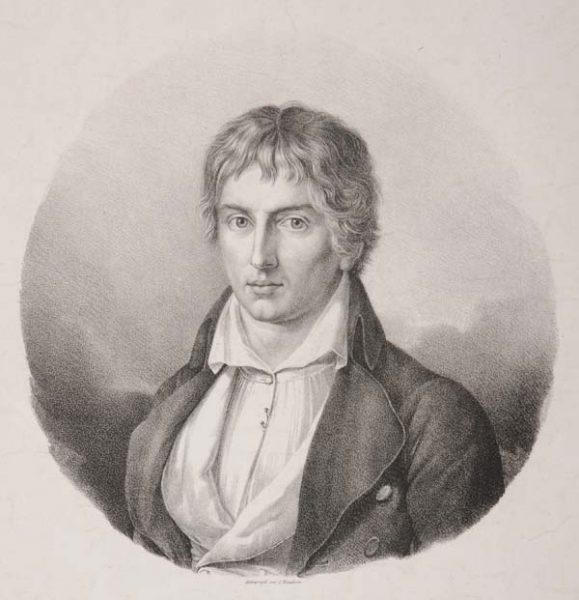
Friedrich Weber, Porträtlithographie von Siegfried Detlev Bendixen (1828)

Friedrich Weber (* 3. August 1781 in Kiel; † 21. März 1823 ebenda) war ein deutscher Mediziner, Philosoph und Botaniker.
Sein botanisches Autorenkürzel lautet „F.Weber“.

## Leben
Friedrich Weber war ein Sohn des Mediziners Georg Heinrich Weber und dessen Ehefrau Philippine Christine, geborene Wagemann. Er studierte ab 1799 Medizin und Naturwissenschaften an der Universität Kiel. Nach der Promotion mit einer entomologischen Arbeit zum Dr. phil reiste er mit Christoph Heinrich Pfaff zu Studienzwecken nach Paris.
In Kiel half Weber intensiv, den Botanischen Garten, den sein Vater geschaffen hatte, einzurichten und auszubauen. 1804 wurde er zum Adjunkt der Philosophischen Fakultät ernannt, im Jahr darauf zum außerordentlichen Professor der Philosophie. Im selben Jahr wurde er zum Dr. med. promoviert. 1806 wurde er Inspektor des Akademischen Krankenhauses, 1810 übernahm er die Aufsicht des Botanischen Gartens, 1811 wurde er außerordentlicher Professor der Medizin sowie Leister des Akademischen Krankenhauses. 1814 ließ er die Einrichtung renovieren und erweitern.
Seit 1812 leitete Weber die Kieler Vakzinationszentrale und übernahm den ehrenamtlichen Vorsitz der staatlichen Prüfungskommission für königliche Gärtner. 1815 wurde er zum ordentlichen Professor der Medizin berufen.

## Wirken
Nach dem Tod Daniel Matthias Heinrich Mohrs beschäftigte sich Weber mehr mit praktischer Medizin, erbrachte hier jedoch keine hervorragenden Leistungen. Als Leiter der Vakzinationszentrale schulte er Laien für die Pockenimpfung. Im Dänischen Wohld impfte er selbst kostenlos und stellte fest, dass die Schutzwirkung der Impfung nach mehreren Jahren zurückging. 1821 machte er daher dem Sanitätskollegium den Vorschlag, Wiederholungsimpfungen durchzuführen.
Weber interessierte sich hauptsächlich für die Botanik. Dabei beschäftigte er sich fast nur mit Kryptogamen, insbesondere Moosen. 1807 veröffentlichte er ein Taschenbuch zu Moosen und Farnen. Dieses enthielt eine umfassende Beschreibung aller seinerzeit bekannten Farne, Laub- und Lebermoose Deutschlands. Entsprechende Pflanzen in Schleswig-Holstein nahm er dabei nicht ausreichend auf.
1803 reiste Weber mit Mohr nach Südschweden. Im Folgejahr schrieb er einen imposanten Reisebericht mit einer Liste aller Pflanzen, zumeist Fadenalgen, die sie dort gefunden hatten. Gemeinsam mit Mohr plante er ein Werk zu Algen, das jedoch aufgrund des frühen Ablebens Mohrs nicht realisiert wurde. Hierfür bereits geschaffene Abbildungen kaufte später König Christian VIII., der diese verschenkte.
Ab 1804 gaben Weber und Mohr das „Archiv für die systematische Naturgeschichte“ heraus. Ab 1805 hieß die Zeitschrift „Beiträge zur Naturkunde“. 1815 gelang Weber der Nachweis, dass am Einfelder See das See-Brachsenkraut zu finden war. Es handelte sich um den Erstfund in der deutschen Flora.
1816 und 1820 erweiterte Weber den Botanischen Garten um jeweils ein Treibhaus. 1822 beschrieb er in „Hortus Kiliensis“ alphabetisch sortiert alle dort angebauten Pflanzen. Er wollte auch die Historie des Gartens darstellen, vollendete diese Arbeiten jedoch aufgrund seines frühen Todes nicht. Darüber hinaus wirkte er auch als erfahrener Entomologe. Sein „Nomenclator entomologicus“ erschien, angeleitet von Johann Christian Fabricius, im Jahr 1795.

## Mitgliedschaften und Ehrungen
Weber gehörte den Medizinischen Gesellschaften von Kopenhagen, Paris und Avignon an. Er war Mitglied der Naturforschenden Gesellschaften in Berlin, Jena und Marburg, der Physikalischen Gesellschaften in Göttingen und Heidelberg sowie der Pharmazeutischen Gesellschaft in St. Petersburg.
Nach ihm benannt ist die Algengattung Weberella Schmitz.
Für seine Verdienste um den Botanischen Garten bekam Weber 1819 ein Geschenk von 800 Reichstalern.

## Familie
Weber heiratete am 18. Oktober 1804 in Hannover Wilhelmine Vehrsmann (* 1783), die angeblich aus Hannover stammte und am 10. Februar 1808 nach kinderloser Ehe verstarb.
Am 23. Januar 1810 heiratete Weber in Kiel Elisabeth Charlotte Eilers (* 1785 in „Süchau“, ggf. ist Sichau gemeint; † 12. Oktober 1810 in Kiel). Das Ehepaar hatte drei Töchter und drei Söhne, darunter den Mediziner Ferdinand Weber.